# Журбинка (заказник)
Журбинка — ботанічний заказник місцевого значення в Україні. Об'єкт розташований на території Уманського району Черкаської області, в адмінмежах Ятранівської сільської ради. 
Площа — 5 га, статус отриманий у 2008 році.

## Галерея

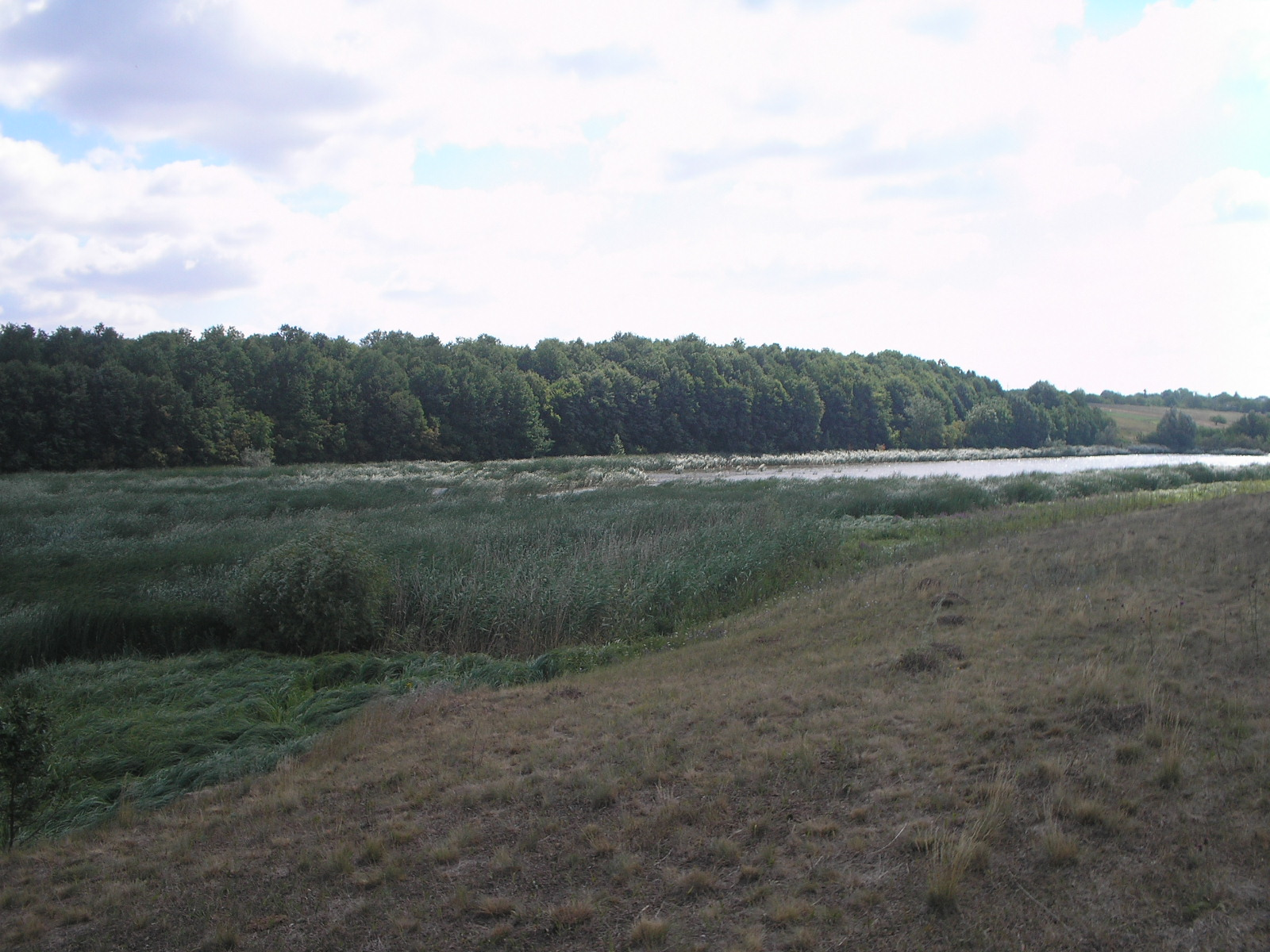
Долина річки Журбинка
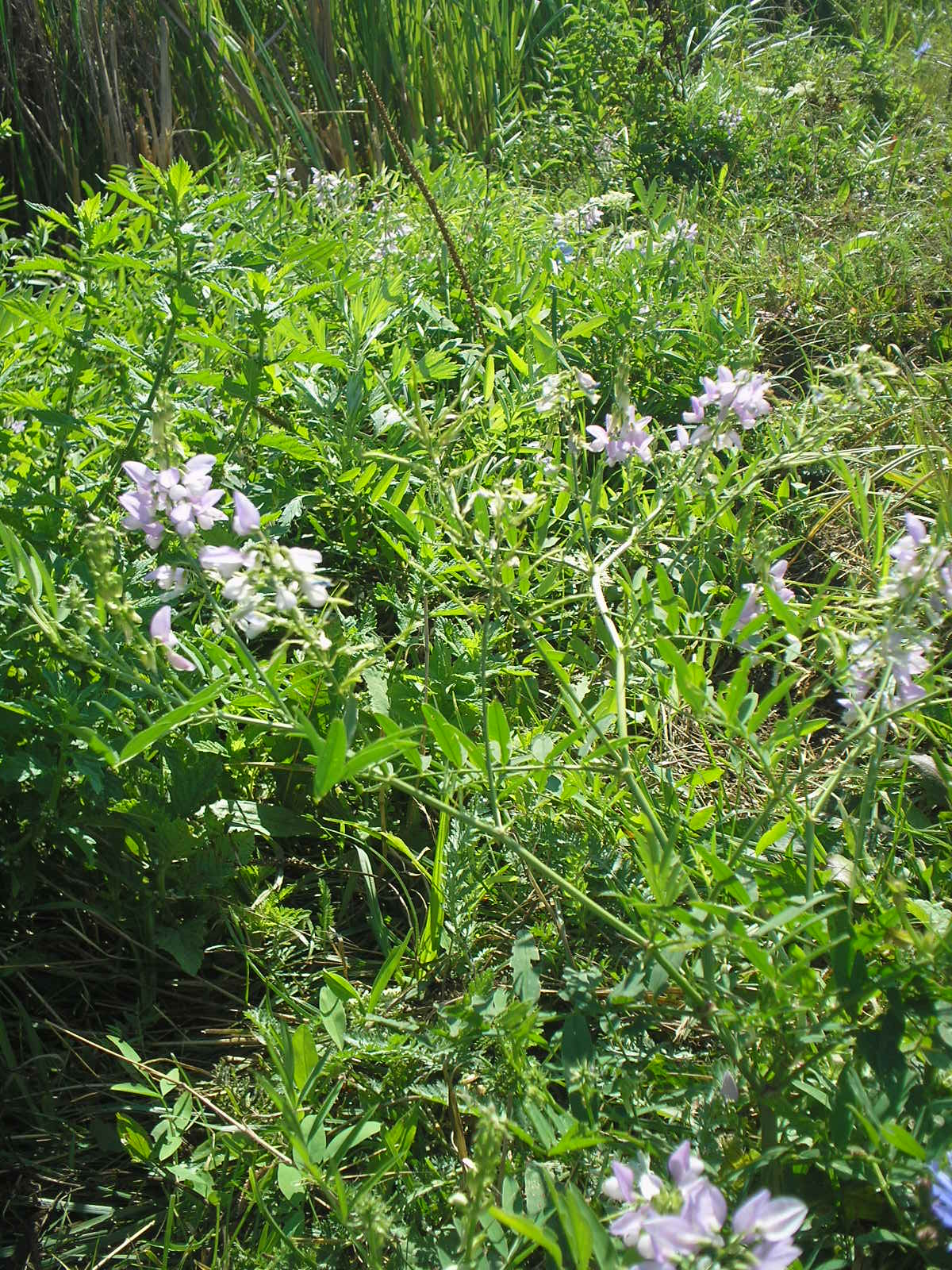
Козлятник лікарський